# والتر بجت
والتر بجت (به انگلیسی: Walter Bagehot؛ ۳ فوریه ۱۸۲۶ – ۲۴ مارس ۱۸۷۷) یک روزنامه‌نگار، تاجر و مقاله‌نویس انگلیسی بود که مطالب زیادی درمورد دولت، اقتصاد، ادبیات و نژاد نوشت. او بیشتر به‌دلیل مشارکت در بنیانگذاری مجله نشنال ریویو در سال ۱۸۵۵ و کتاب‌هایش قانون اساسی انگلیسی و خیابان لومبارد: توصیفی از بازار پول (۱۸۷۳) شناخته شده‌است.